# كاليفورنوصور
الكاليفورنوصور (الاسم العلمي: Californosaurus) ("سحلية كاليفورنيا") هو جنس منقرض من الإكتيوصورات (زواحف بحرية منقرضة)، وجدت في الحجر الجيري هوسلكس السفلي (الكارني، الثلاثي المتأخر) في كاليفورنيا.